# Villa gallo-romaine d'Orbe-Boscéaz
Orbe-Boscéaz, parfois simplement appelé Boscéay est un site archéologique de Suisse, situé sur le territoire de la commune vaudoise d'Orbe.

## Description
| Villa gallo-romaine de Boscéaz : vues de la mosaïque dite des Divinités de la semaine, photographies d'Albert Naef, 1896. |  | Villa gallo-romaine de Boscéaz : vues de la mosaïque dite des Divinités de la semaine, photographies d'Albert Naef, 1896. |  | Villa gallo-romaine de Boscéaz : vues de la mosaïque dite des Divinités de la semaine, photographies d'Albert Naef, 1896. |
| Villa gallo-romaine de Boscéaz : vues de la mosaïque dite des Divinités de la semaine, photographies d'Albert Naef, 1896. |  | |  | |

Le site de Boscéaz se présente sous la forme de cinq pavillons abritant le plus riche ensemble de mosaïques romaines de Suisse. Cet ensemble provient d'une villa gallo-romaine construite principalement entre 160 et 180 de notre ère, et comprenant en particulier des thermes privés et un temple dédié à Mithra. 
Les premières mosaïques ont été découvertes en 1841, celles du Triton et du Labyrinthe en 1845 (cette dernière étant redécouverte en 1930), celle des Divinités en 1862, celle à Feuilles de laurier en 1863 (réenfouie puis redécouverte à plusieurs reprises jusqu'en 1925), et enfin celle d'Achille sur l'île de Skyros en 1993, en cours de restauration. Les premières fouilles scientifiques ne sont menées qu'en 1896, conduisant au classement du site comme monument historique en 1900. En 1976, des photographies aériennes révèlent l'étendue de la villa, dont la partie résidentielle avait plus de 200 mètres de long, entouré d'un domaine de 16 hectares.
Le site a été fouillé entre 1986 et 2004 par les étudiants en archéologie de l'université de Lausanne. Ces fouilles ont permis d'étudier l'ensemble de la partie résidentielle du domaine  et de mettre au jour la neuvième mosaïque, qui est toujours l'objet de travaux de restauration. Elles ont également permis de déterminer que le site avait été occupé depuis le Néolithique, mais également à l'âge du bronze et au second âge du fer.
L'ensemble du site est classé comme bien culturel suisse d'importance nationale. Un pavillon d’accueil présente une maquette de la villa et une vidéo explicative.

### Présentation des mosaïques
Neuf mosaïques au sol sont connues et huit sont actuellement ouvertes au public. La plupart de ces pavements sont conservés à leur emplacement d'origine. La numérotation utilisée de nos jours est celle qui est présente dans le guide écrit par Victorine von Gonzenbach en 1974, puis dans le guide archéologique édité en 1997.
- Mosaïque n°1, dite « du Triclinium oriental ». Pavement à décor géométrique. Bordure occidentale, découverte en 1925, visible dans le pavillon I. La plus grande partie de la mosaïque, dégagée en 1987, est protégée par un abri provisoire dans l'attente d'une restauration.
- Mosaïque n° 2, dite « à feuilles de lauriers ». Pavement à décor géométrique noir et blanc, visible dans le pavillon I. Cette mosaïque, l'une des mieux conservées du site, décorait une pièce, vraisemblablement un vestibule, située entre les pièces décorées par les mosaïques n° 1 et 3.
- Mosaïque n° 3, dite « du Triclinium occidental ». Pavement à décor géométrique. Seul le coin sud-est, dégagé en 1925, est conservé et est visible dans le pavillon I.
- Mosaïque n° 4, dite « au Triton ». Pavement à décor figuratif. Découverte en 1845 et saccagée partiellement l'année suivante, cette mosaïque était l'une des plus belles de la villa. Plusieurs fragments conservés, visibles dans le pavillon II, représentent Thésée abandonnant Ariane sur l'île de Naxos, plusieurs animaux (lion, panthère, dauphin, lièvre, oiseaux), la gorgone Méduse, des motifs floraux, deux éléments de la bordure végétale.
- Mosaïque n° 5, dite « du Labyrinthe ». Pavement à décor figuratif, visible dans le pavillon II. La partie principale est une représentation carrée du labyrinthe de Crète, avec une bande à décor géométrique.
- Mosaïque n° 6, dite « du Cortège rustique ». Pavement à décor figuratif, visible dans le pavillon III. La partie conservée représente une scène de la vie à la campagne qui a été interprétée de différentes manières dont une des hypothèses est un calendrier.
- Mosaïque n° 7, dite « aux carrés et losanges ». Pavement à décor géométrique, visible dans le pavillon III. Décor en trompe-l’œil, avec des losanges ornées de feuilles de lierre et des carrés avec différents motifs géométriques.
- Mosaïque n° 8, dite « des divinités de la semaine ». Pavement à décor figuratif, visible dans le pavillon IV. Treize médaillons représentent les divinités de la semaine (Saturne, Sol, Luna, Mars, Mercure, Jupiter, Vénus), Narcisse, Ganymède, quatre couples formés d'un Triton et d'une Néréide; bordures avec des scènes de chasse et de combat d'animaux; les bustes des saisons personnifiées aux angles (sont conservés: le printemps, l'automne, et partiellement l'hiver). C'est l'une des mosaïques les mieux conservées de la villa.
- Mosaïque n° 9, dite « d'Achille à Skýros ». Pavement à décor figuratif, conservé dans le pavillon V. Découverte en 1993 lors des fouilles de l'Université de Lausanne, cette mosaïque attend sa mise en valeur par le canton de Vaud (propriétaire du site) et n'est ouverte au public qu'à de rares occasions. Son décor est constitué de deux tableaux (entourés par 30 carrés présentant différents motifs) illustrant un épisode de la guerre de Troie: les Grecs, en route pour Troie, viennent chercher Achille sur l'île de Skyros. Dans le tableau supérieur, Ulysse est représenté sur les remparts du palais du roi Lycomède avec son esclave Agyrtes jouant du tuba. Dans le tableau inférieur, illustrant le gynécée du palais, Achille s'est emparé de ses armes alors que c'est la panique parmi les femmes.

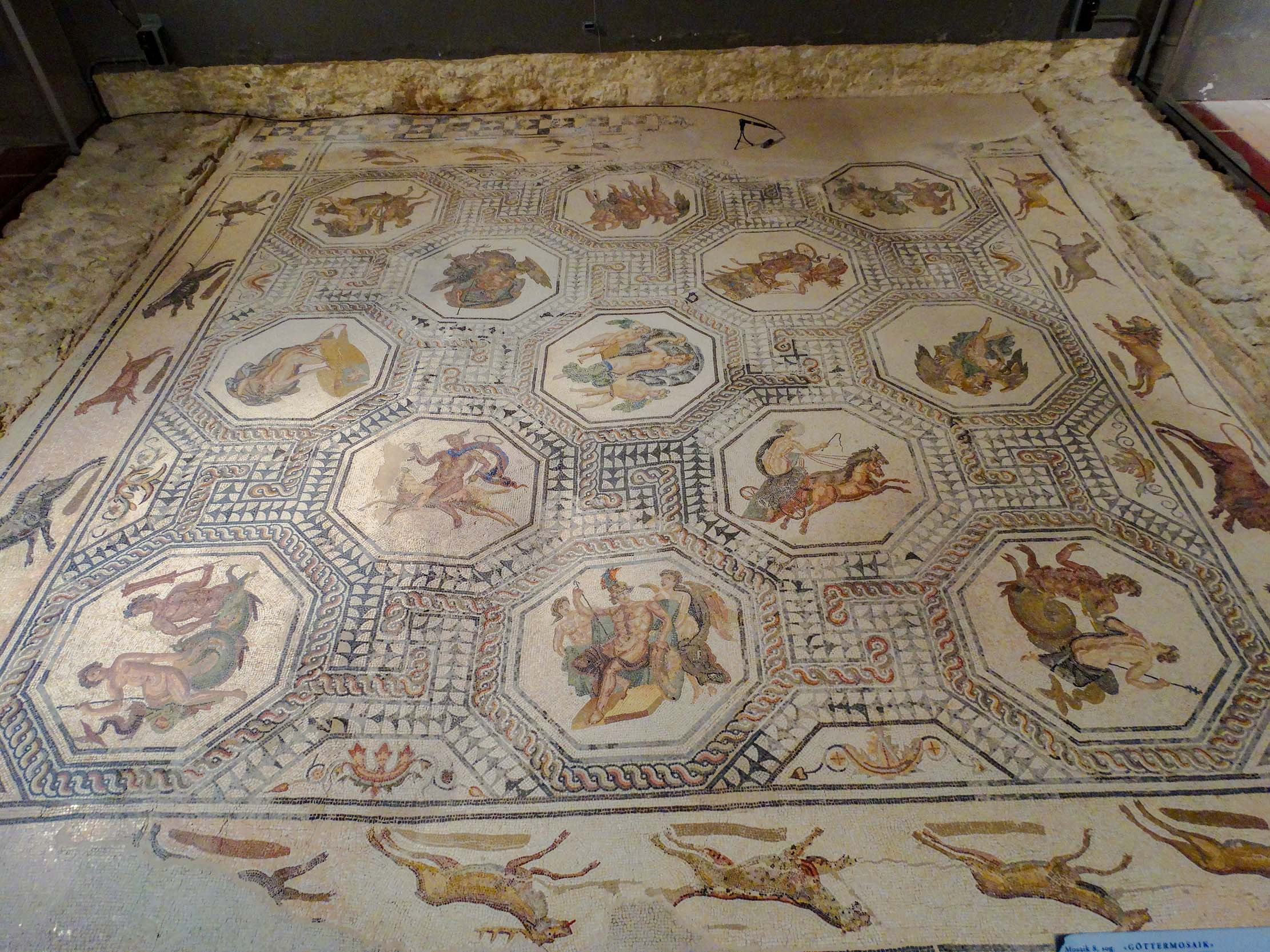
Mosaïque des divinités de la semaine
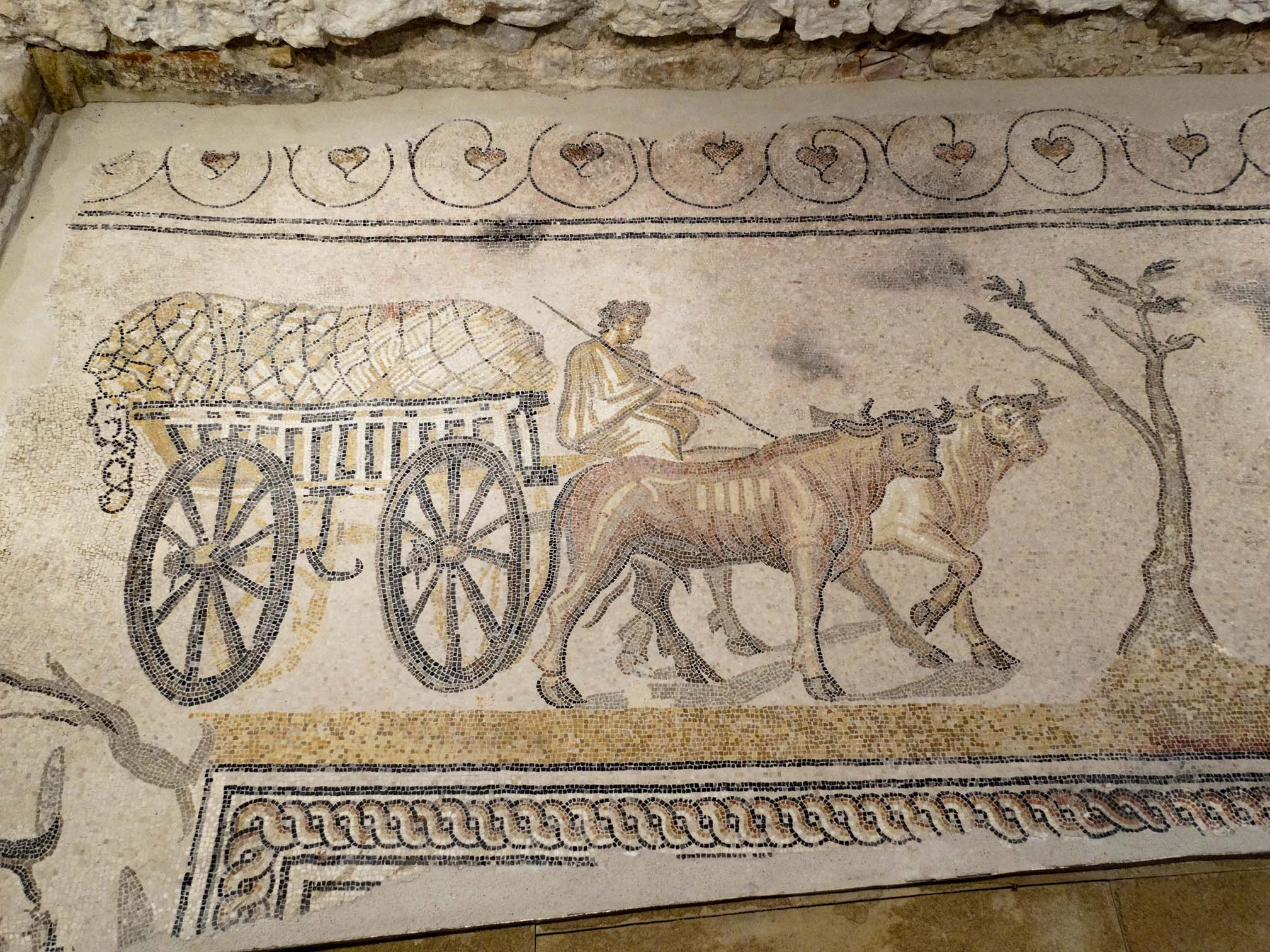
Détail de la mosaïque du cortège rustique
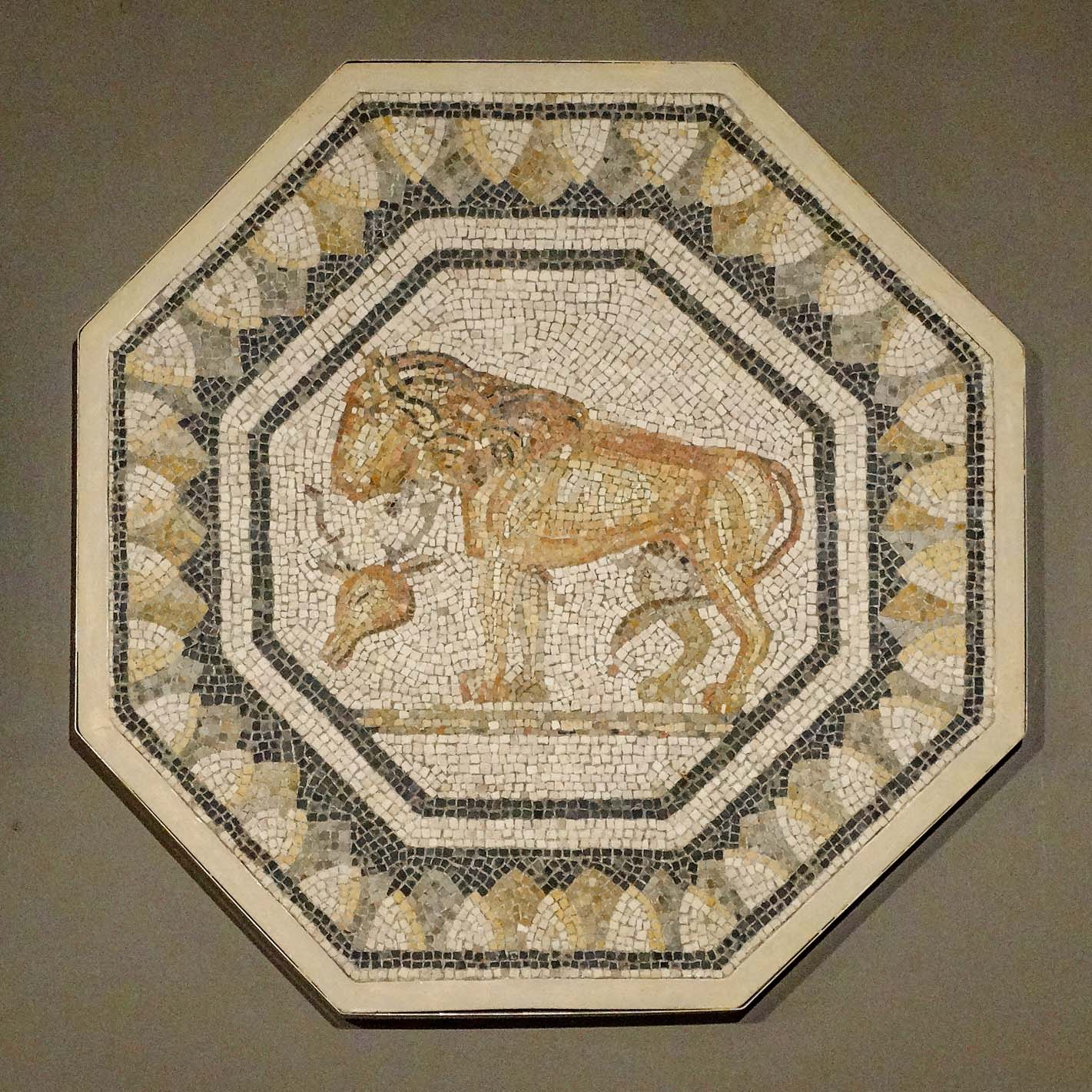
Un médaillon de la mosaïque du Triton
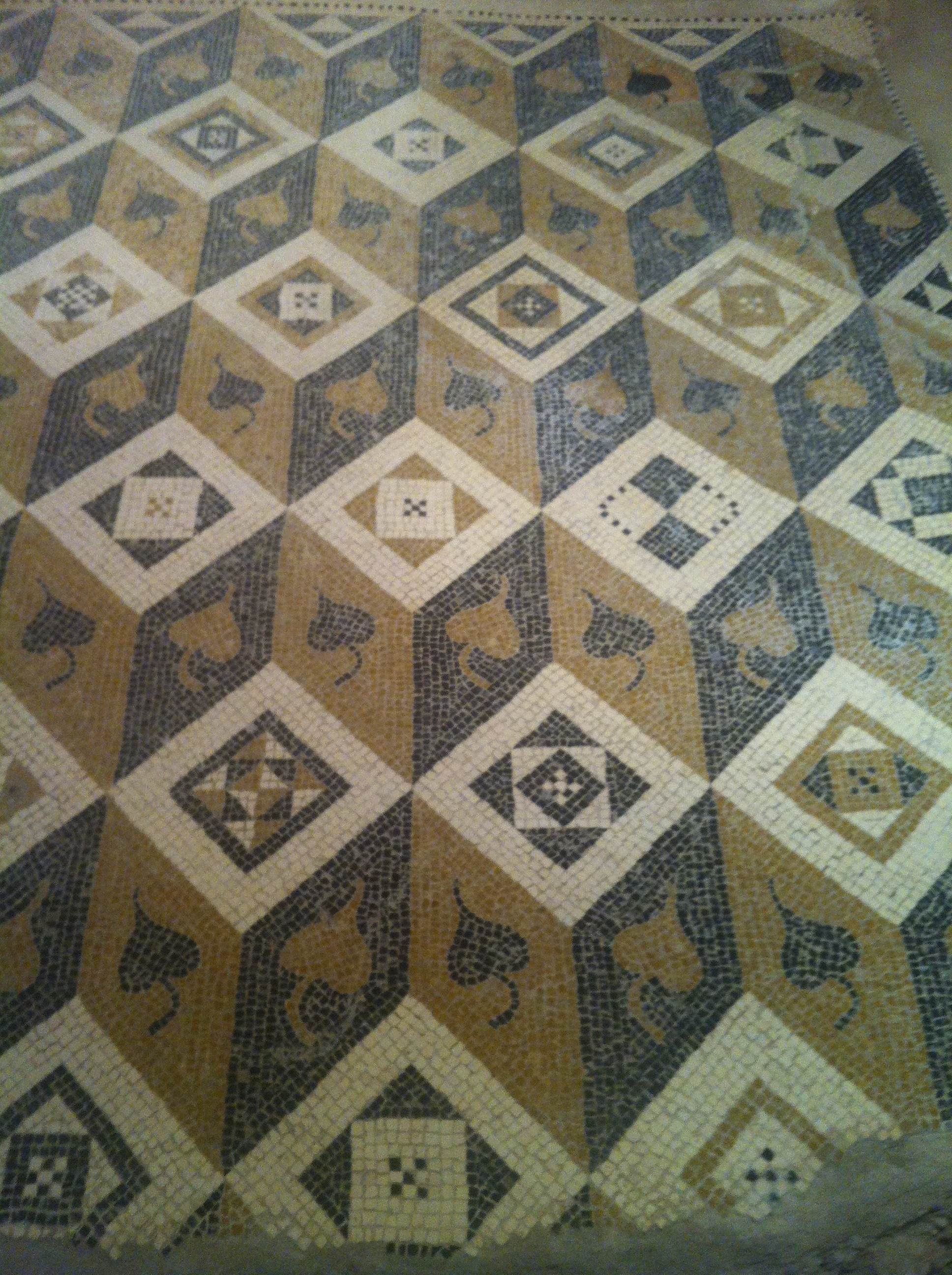
Détail de la mosaïque des carrés et losanges
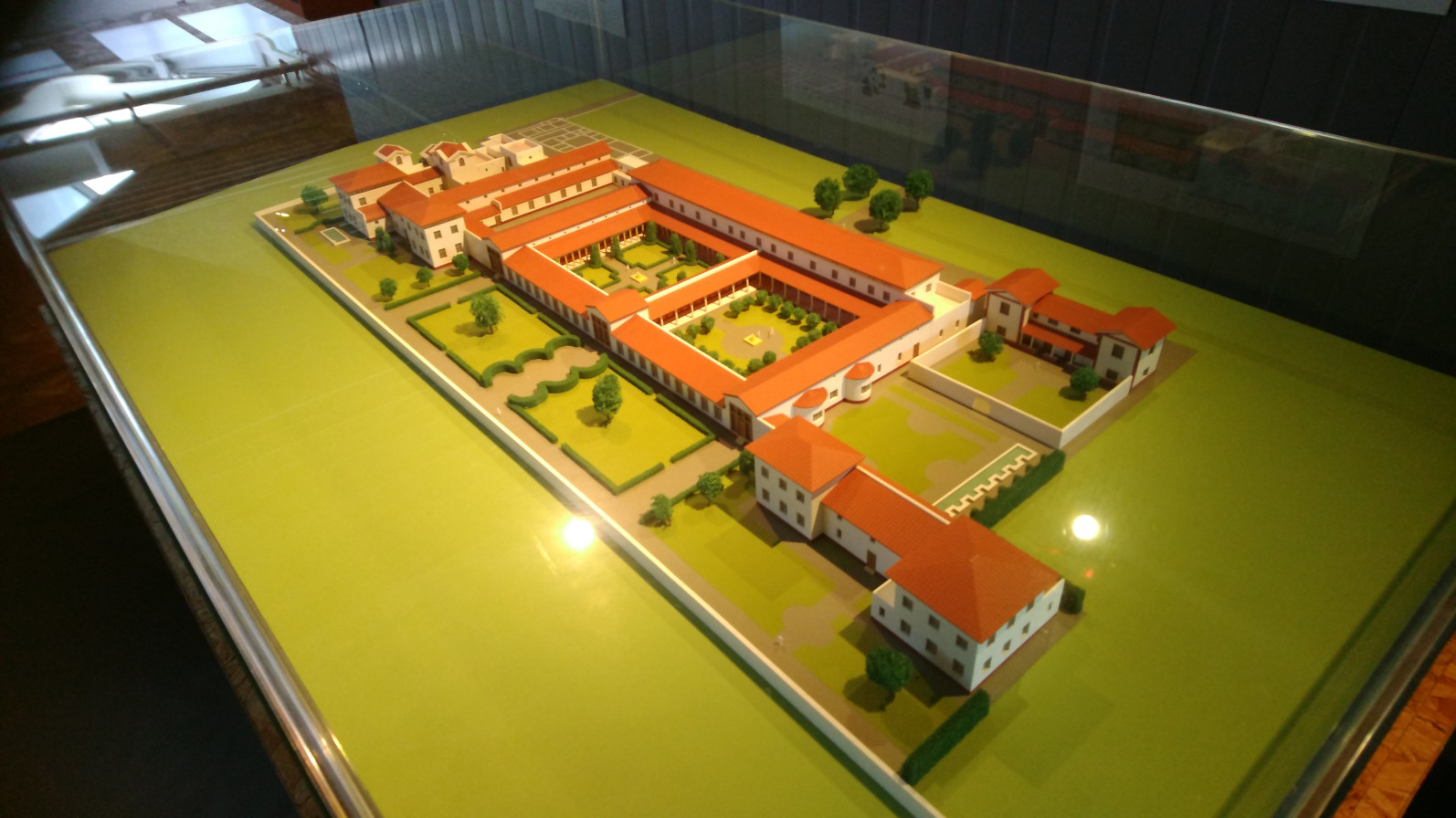
Maquette de la partie résidentielle de la villa romaine d'Orbe-Boscéaz